# Scleropages
Genre
Scleropages est un genre de poissons téléostéens de la famille des Osteoglossidae.

## Liste des espèces
- Scleropages aureus Pouyaud, Sudarto et Teugels, 2003
- Scleropages formosus (Müller et Schlegel, 1844)
- Scleropages jardinii (Saville-Kent, 1892)
- Scleropages legendrei Pouyaud, Sudarto et Teugels, 2003
- Scleropages leichardti Günther, 1864
- Scleropages macrocephalus Pouyaud, Sudarto et Teugels, 2003